# Morro Jable
Morro Jable (talvolta indicato come Morro del Jable) è una frazione del comune di Pájara situato sull'isola di Fuerteventura, nella comunità autonoma delle Isole Canarie.

## Geografia fisica
La cittadina è situata all'estremo sud dell'isola di Fuerteventura, sulla costa orientale (Sotavento) della penisola di Jandía, a una distanza di circa 54 km a sud del capoluogo di Pájara.

## Punti d'interesse
Accanto alla cittadina è presente l'omonima spiaggia di Morro Jable, comunemente nota come Playa del Matorral. Essa è composta da sabbia dorata, è lunga 4.325 metri e larga 60 metri. Un'altra spiaggia nelle vicinanze del centro abitato è Playa de las Coloradas, formata da sabbia e rocce.
Morro Jable dispone anche di un porto da 290 posti barca, da cui partono traghetti per l'isola di Gran Canaria.